# Total Nonstop Action Wrestling
Total Nonstop Action Wrestling è una federazione di wrestling statunitense con sede nella città di Nashville (Tennessee), fondata il 19 giugno 2002 da Jerry e Jeff Jarrett.
Nota inizialmente come NWA: Total Nonstop Action Wrestling, grazie ad un accordo con la National Wrestling Alliance e, dal 2007, semplicemente come Total Nonstop Action Wrestling. A partire dal 2017 la federazione è di proprietà dell'imprenditore Ed Nordholm, fondatore dell'Anthem Sports & Entertainment e, a seguito di un rebranding, diviene Impact Wrestling.
Il 21 ottobre 2023, la federazione annunciò che a partire dal 2024 avrebbe ripreso la denominazione Total Nonstop Action Wrestling.

## Storia

### Formazione e origini (2002–2003)

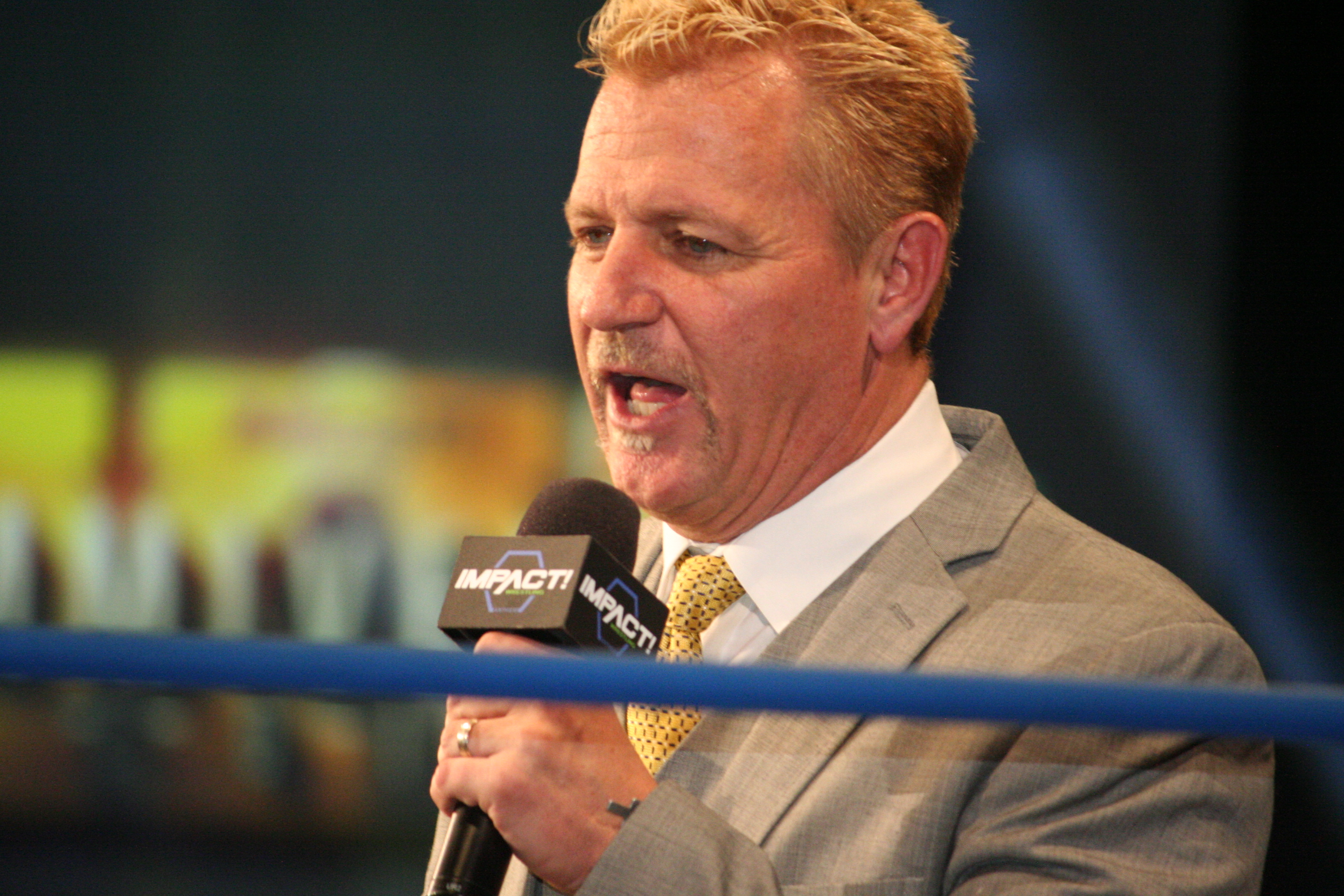
Jeff Jarrett, co-fondatore di Impact Wrestling insieme al padre Jerry Jarrett

La TNA nasce dopo la chiusura della World Championship Wrestling quando Jeff Jarrett, Jerry Jarrett e Bob Ryder ebbero l'idea di fondare una federazione che non fosse dipendente dai network e che trasmettesse direttamente in PPV. La TNA tenne il suo primo show dopo un anno, il 19 giugno del 2002 e all'inizio aveva una programmazione in PPV settimanali.
La TNA creò quindi una partnership con la National Wrestling Alliance e questo gli diede un grande vantaggio poiché poteva disporre dei migliori lottatori degli Stati Uniti e allo stesso tempo disponevano dell'NWA World Heavyweight Championship.
L'ambiente dell'arena TNA dell'epoca (l'Asylum di Nashville) rispecchiava pienamente questa filosofia in quanto era strutturato in uno stile underground costellato di radar luminosi e ballerine in abiti succinti dedite alla pole dance. La compagnia puntò sulla X Division (categoria ispirata agli X Games, dinamica e altamente spettacolare con ripetute manovre pericolose) dandogli molto spazio e inoltre, negli spettacoli di allora figuravano come stili di punta l'high flying, i tag team e l'hardcore wrestling.
La storyline principale fu sviluppata da Vince Russo che, con la sua stable dei SEX (Sport Entertainment Extreme), e composta da lottatori come Raven, Sonni Siaki, Trinity, BG James, Chris Sabin e Christopher Daniels) portava sugli schermi le divergenze creative dei booker e mostrava i contrasti tra il tradizionalista Jeff Jarret con il suo opposto (e innovatore) Vince Russo ed era anche un progetto inedito nel mondo del wrestling professionale poiché si introdusse l'improvvisazione come componente principale dello spettacolo e che si trattasse di interferenze durante lo svolgimento dei match o durante delle interviste o promo altrui, l'avversario di turno doveva reagire di proprio spunto e senza essersi accordato precedentemente nel backstage. Tutto questo portava sia gli spettatori sia i protagonisti dello spettacolo a non capire più il confine tra shoot e worked shoot. 

Alcuni di questi episodi vengono descritti in dettaglio nel secondo libro di Vince Russo e in seguito, visti i reali screzi tra Jeff Jarrett e Russo e la conversione di quest'ultimo al cristianesimo, la storyline finì concludendo la prima fase della storia della TNA. Questo periodo fu caratterizzato dal ritorno di leggende come Raven, Roddy Piper, Sting, Scott Hall, Mr. Perfect, The Sandman, Sabu, i Road Warriors, Dusty Rhodes, Terry Funk, Dory Funk Jr., Ricky Steamboat e Larry Zbyszko.
Nel 2002 l'imprenditrice Dixie Carter incominciò a occuparsi del marketing e della pubblicità e verso la fine dello stesso anno, vedendone l'enorme potenziale e a seguito del ritiro dei primi finanziatori ne acquistò il 71% e nella primavera del 2003 ne viene designata come presidente.

### Crescita mediatica (2004–2009)
Nel maggio del 2004 la TNA ha il suo primo show televisivo su Fox Sports denominato iMPACT! e dove si vide per la prima volta il ring esagonale che per anni ha caratterizzato la federazione di Orlando e trasmettendo via cavo poté sostituire i PPV settimanali per incominciare la promozione di PPV mensili della durata di tre ore come avevano già fatto le federazioni World Championship Wrestling ed Extreme Championship Wrestling in passato.
A novembre dello stesso anno la TNA realizza il suo primo PPV mensile (Victory Road e la card sembrò rispecchiare le indicazioni di quel periodo poiché viene concesso molto spazio sia all'X-Division sia alla nella divisione tag team e dove fu disputato il primo last man standing match a coppie della storia. La TNA si dimostrava una federazione sovversiva, ribelle e poetica nella sua voglia di mostrare qualcosa di diverso e originale rispetto alla piattezza della concorrenza monopolistica ed era una federazione con pochi soldi ma molte idee, ricca di entusiasmo e passione, nonché portata avanti da volti nuovi che cercavano d'imporsi.
Nel 2005, dopo l'ennesimo litigio con la dirigenza, Dusty Rhodes lascia il posto di head booker e il suo posto viene preso da Scott D'Amore, un canadese già road agent della società e che si stava occupando dell'X Division. Alla fine di maggio 2005 scade il contratto annuale con la Fox Sports e, a causa dei bassissimi ratings della compagnia (0,4/0,5% in media), il network decide di non rinnovarlo costringendo la TNA a trasmettere i suoi spettacoli in streaming.
Riprenderà una programmazione televisiva nell'ottobre 2005 grazie a un contratto con l'emittente Spike TV.
Nel giugno dello stesso anno a Slammiversary Raven conquista a sorpresa il titolo mondiale NWA-TNA vincendo il King of the Mountain match e dopo aver preso il posto di Jeff Jarret (squalificato per aver attaccato un fan) e quello fu l'inizio di quello che è tuttora considerato il miglior regno da campione mondiale in TNA per qualità dei match disputati, intensità, partecipazione del pubblico, qualità dei promo e delle faide, l'evoluzione del personaggio e dell'interesse suscitato. Il regno di Raven termina in un house show a favore di Jeff Jarrett. Verso la fine del 2005 inizia il momento di maggior lustro nella federazione grazie all'arrivo di ex WWE quali Kurt Angle, Christian Cage, Booker T, Mick Foley, Shannon Moore e il Team 3D, un periodo florido e di successo e che durerà fino alla fine 2009.

### Era Hogan-Bischoff (2010–2014)

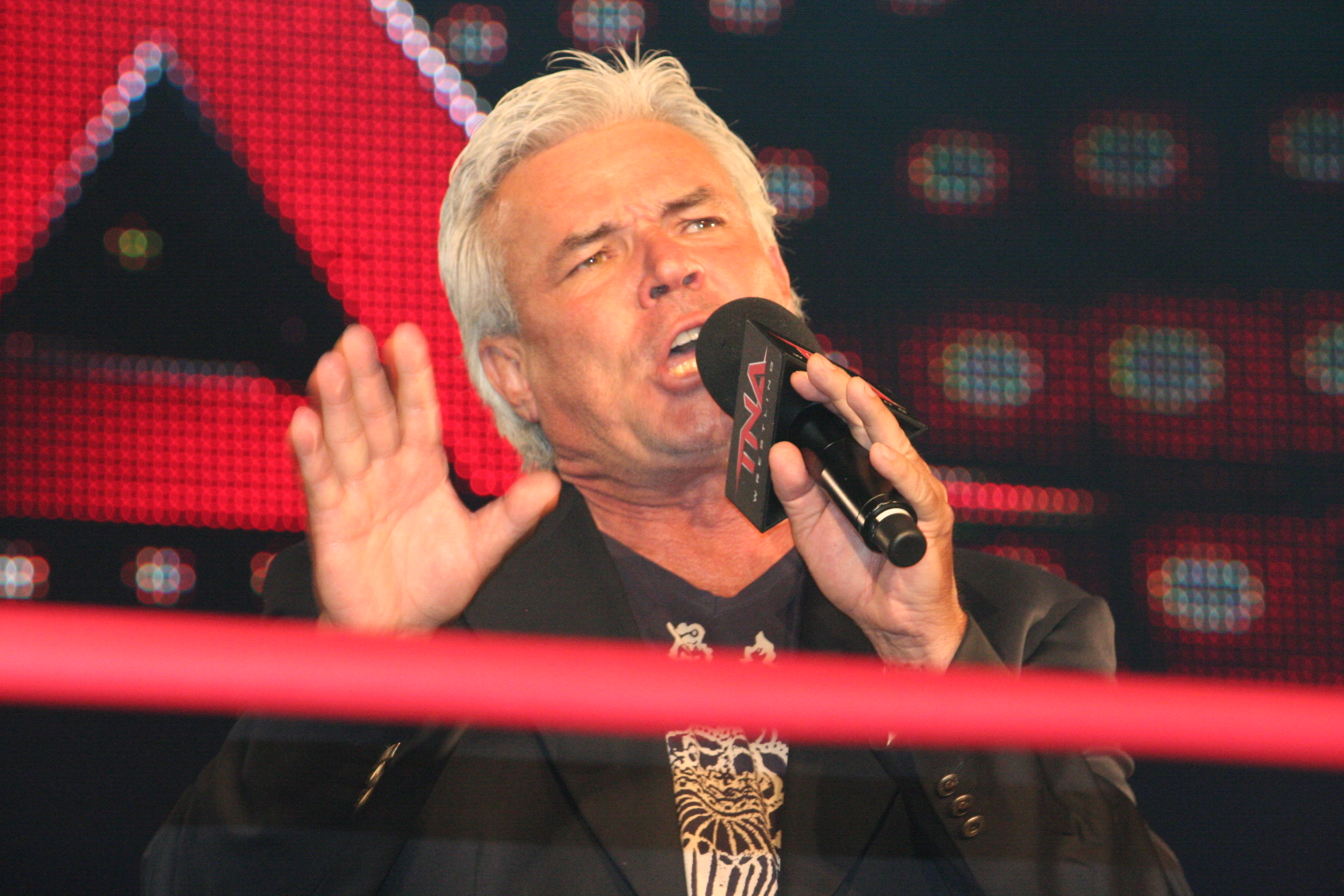
Eric Bischoff durante una puntata di TNA Impact!Impact del 2010

Nel 2010 avviene l'ingaggio di Hulk Hogan e del presidente della ex WCW Eric Bischoff e durante la loro gestione vennero assunte molte ex star della WWE come Ric Flair, Rob Van Dam, Mr. Anderson e Jeff Hardy nonché fu sostituito il tradizionale ring a sei lati con quello più diffuso di quattro ma questa politica gestionale ridimensionò i giovani wrestler già presenti nel roster (come James Storm, Bobby Roode, Hernandez, Eric Young, Christopher Daniels, Nigel McGuinness, D'Angelo Dinero e Matt Morgan), i quali sino ad allora erano stati gli unici beniamini del pubblico e coloro che più o meno sin dai primi anni avevano creduto e si erano impegnati per far crescere la TNA stessa.
L'inizio della nuova gestione ebbe un breve successo e nei primi mesi dello stesso anno ci fu anche un breve guerra di ascolti tra la TNA e la WWE e il record per la TNA (circa tre milioni di telespettatori), fu segnato nella prima puntata trasmessa in diretta il lunedì 8 marzo e in contemporanea con Raw ma la cosa durò poco e già dalla prima settimana di maggio e a seguito dei bassi rating, Impact! tornò a essere trasmesso di giovedì.
Nello stesso periodo ci fu un cambio di nome al programma televisivo che da un iniziale 'TNA Thursdays' diventò in seguito 'Impact Wrestling'.
Il 7 novembre 2011 fu annunciato che la Ohio Valley Wrestling sarebbe diventato territorio di sviluppo della TNA, un sodalizio che continuò fino alla fine del 2013.
Dal giugno 2013 ci fu anche un sodalizio con la società giapponese 'Wrestle-1' e che vide AJ Styles combattere per difendere il titolo di TNA World Heavyweight Championship nel mese di novembre e proprio in Giappone.
In questi tre anni però e a causa delle varie modifiche apportate dalla gestione Hogan-Bischoff, il prodotto televisivo diventò molto diverso dal punto di vista del contenuto e questo contribuì a fermare (o far diminuire) gli ascolti. Questa crisi costrinse la compagnia a non rinnovare il contratto di Hogan in scadenza nell'ottobre 2013 e fece decidere al fondatore Jeff Jarrett di ritirarsi dalla compagnia nella scadenza di dicembre per cimentarsi con una nuova realtà di wrestling, la Global Force Wrestling. La TNA comunque, precisò che Jarrett rimaneva ancora un socio azionista.
Infine AJ Styles, vistosi proporre un taglio del suo compenso del 60 per cento in occasione del rinnovo di contratto per il 2014 decise di andarsene lasciando la compagnia orfana di uno dei suoi più grandi campioni.

### Periodo di crisi (2015–2016)
Tra la fine del 2013 e durante tutto il 2014 numerose stelle della TNA decisero di lasciare la compagnia e tra queste ci furono i più noti Sting, Chris Sabin, Hernandez, Christopher Daniels, Kazarian e del Team 3D. e questo contribuì all'acuirsi della crisi degli ascolti. Durante l'edizione 2014 di Bound for glory In Giappone addirittura il world championship non venne difeso così come i titoli di coppia. La fine del 2014 sancì anche il termine del rapporto con l'emittente televisiva Spike e nel periodo successivo la promozione fu impegnata nella ricerca di un contratto televisivo a lungo termine. Inizialmente la TNA firmò un contratto con la Discovery Communications e tramite questo nuovo canale là vennero trasmessi nuovi spettacoli: Impact Wrestling: Unlocked condotto da Mike Tenay e TNA Wrestling's Greatest Matches ovvero una serie basata sui grandi match avvenuti nella compagnia. Da novembre 2014 a marzo 2015 venne attuato un severo rinnovo di contratti per molti lottatori, come Kurt Angle, Jeff Hardy, Gail Kim, Mr. Anderson, Abyss e Matt Hardy e seguirono poi gli abbandoni di altre figure di rilievo come Samoa Joe e il commentatore Tazz.. Intanto sempre nel 2014 la TNA collabora con la federazione italiana EPW prestandogli Bobby Roode e Magnus in occasione di un evento benefico. In seguito nell'ottobre 2015 Austin Aries ed Eddie Edwards partecipano all'evento Total Honor dove l'incontro di punta vedeva lo scontro tra Christopher Daniels (che all'epoca militava in ROH) e A.J. Styles (all'epoca IWGP Heavyweight Champion della NJPW). Nel 2017 Eddie Edwards partecipa a un altro evento della EPW in Italia.
A partire dal 7 gennaio 2015 e dopo due mesi di inattività, il programma televisivo Impact tornò in onda con nuove puntate settimanali e durante il corso dell'anno molte puntate vennero registrate presso il Manhattan Center di New York nell'auditorium Grand Ballroom. Nell'aprile 2015 Billy Corgan divenne il produttore esecutivo e dello sviluppo dei talenti. In seguito agli ascolti sempre bassi degli spettacoli vennero cancellati gli avvenimenti iniziati con la messa in onda su Destination America fino alla fine dell'anno e anche Impact venne sospeso per due mesi.
Con la volontà di ravvivare gli ascolti, Impact iniziò a essere trasmesso sulla rete televisiva Pop a partire dal gennaio 2016 e durante la prima puntata Live sul nuovo canale vennero presentati un nuovo stage, logo, theme song e vi fu disputata la finale del TNA world title (vinto da EC3) e si vide il debutto di Mike Bennett e Maria Kanellis. Dopo questa puntata ci fu il tour d'addio di Kurt Angle che durante il tour in Inghilterra diede il suo addio alla compagnia. Il 19 marzo segnò anche l'addio di altri originals come Eric Young e Bobby Roode e Velvet Sky. Seguì un tentativo di ripresa, con la scelta di puntare su nuovi talenti come Ethan Carter III, Drew Galloway, Moose e Lashley mentre nel mese di agosto Billy Corgan fu annunciato come nuovo presidente della compagnia. Nell'ottobre 2016 Billy Corgan fece causa alla TNA e a Dixie Carter chiedendole di rimborsare i soldi che aveva investito. Sull'orlo della bancarotta, la Carter ritornò temporaneamente presidente e siglò un accordo finanziario con la compagnia Fight Network, che investì sulla TNA e si offrì di ripagare Billy Corgan.

### Cambio di proprietà (2017–2018)
Il 5 gennaio 2017 Dixie Carter vende la TNA alla Anthem Sports & Entertainment rimanendo socia di minoranza e la nuova proprietà, presentatasi con ambiziosi propositi di rinnovamento, riporta in compagnia il suo creatore Jeff Jarrett in qualità di consulente esecutivo e assume il booker Dutch Mantell con il ruolo di consulente creativo. Vengono inoltre siglati importanti accordi con la Pro Wrestling Noah e la Crash mentre a causa di un cambiamento di politica interna avviene l'abbandono di alcuni nomi di punta quali i fratelli Hardy, Drew Galloway, Mike Bennett e Jade. Per ovviare a tali perdite la federazione sceglie di aggiungere al proprio roster volti come Alberto El Patrón, Low Ki e Cody Rhodes oltre a ingaggiare alcuni talenti della Global Force Wrestling come Magnus, i Reno Scum, Chris Adonis, per i quali in alcuni casi si tratta di un ritorno in TNA.
Per ribadire la volontà di ammodernamento, nel marzo 2017 la TNA cambia ufficialmente il proprio nome in Impact Wrestling. Lo stesso mese viene annunciata una nuova collaborazione con la federazione messicana AAA. Il 20 aprile 2017 viene confermata la fusione (con conseguente chiusura) con la Global Force Wrestling (guidata da Jeff Jarrett) e nelle registrazioni successive di programma Impact vengono difesi i titoli della GFW, quello mondiale viene vinto da Alberto El Patron il 22 aprile mentre un giorno prima (21 aprile), quello femminile viene conquistato da Sienna. Il 23 aprile quelli di coppia vengono vinti dai LAX. L'unificazione dei titoli mondiali è avvenuta a Slammiversary XV. Dopo la sospensione di Alberto El Patròn, e l'abbandono di Low Ki e Magnus si decide di puntare su talenti come Johnny Impact, Eli Drake, Eddie Edwards e i LAX. Da settembre 2017 Anthem ha ricominciato a chiamare la compagnia Impact Wrestling dopo l'abbandono di Jeff Jarrett. Il 24 ottobre 2017 ufficializza il ritorno al brand Impact Wrestling, di conseguenza il termine GFW torna di proprietà di Jeff Jarrett. In seguito la sede viene spostata da Nashville a Toronto. Il 10 gennaio 2018 mentre stanno registrando le puntate viene fatto un tweet dove viene mostrato un ring normale è non più a 6 lati.
Il 14 gennaio 2018 Austin Aries diventa per la prima volta Impact Grand Championship e lo unifica al Impact Global Championship rinominandolo Impact World Championship. In seguito avvengono i debutti di muovi wrestler fra i quali Su Yung, Kiera Hogan, Brian Cage, Pentagón Jr. e Fénix. Il 20 marzo 2018 Impact Wrestling e Lucha Underground annunciano un evento fra le due federazioni chiamato appunto Impact Wrestling vs. Lucha Underground che sarà situato nella stessa città di WrestleMania e lo show avverrà 24 ore prima ovvero il 6 aprile 2018. Il 23 aprile 2018 Impact Wrestling presenta i nuovi titoli della federazione che compaiono per la prima volta a Redemption. Nell'agosto 2018 Jeff Jarrett e la sua compagnia (la GFW) ha annunciato di aver intentato una causa contro la compagnia per aver utilizzato i marchi della GFW nonostante Jarrett fosse il creatore nel 2014. A dicembre Calliss annuncia che dopo tre anni di collaborazione a gennaio del 2019 Impact lascia Pop TV per trasferirsi su Pursuit channel

### Passaggio a AXS TV (2019–2020)
Il nuovo anno per Impact inizia con Impact Wrestling Homecoming, tenuto il 6 gennaio presso L'Asylum Arena di Nashiville, Tennessee. Durante l'evento Josh Mathews ha annunciato che Impact sarebbe stato trasmesso il venerdì su Pursuit Channel in contemporanea con la trasmissione su Twitch. In un incontro fra Ed Nordholm e gli atleti del roster dopo alcune registrazioni il presidente della compagnia annuncia che ad aprile ci sarà il nuovo evento a pagamento di Impact, ovvero il ritorno di Lockdown. Nella puntata di Impact del 2 febbraio tenuta a Città del Messico, Josh Matthews annuncia che il prossimo PPV non sarà Lockdown come era stato vociferato, ma si tratterà di Rebellion, che si terrà il 28 aprile al Rebel Complex di Toronto. Il 20 marzo viene annunciato che Impact ha firmato un nuovo accordo con l’OVW come territorio di sviluppo, dopo la prima collaborazione fra il 2010 e il 2013.Il 4 aprile si è tenuto un nuovo PPV, ovvero United We Stand, dove è avvenuto il ritorno di RVD e Sabu. Il 9 settembre 2019 Anthem annuncia di aver acquisito le azioni del canale televisivo AXS TV e HDNet Movies e tre giorni dopo viene comunicato che Impact si sposterà sul nuovo canale di Anthem subito dopo Bound for Glory, il 29 ottobre.
Il 2020 si apre con Hard To Kill, PPV dove Tessa Blanchard diventa la prima donna a vincere il titolo mondiale sconfiggendo Sami Callihan. A seguito della pandemia di COVID-19 Impact è costretta a spostarsi presso gli Skyway Studios a Nashville, registrando i suoi show senza pubblico. A giugno dello stesso anno esce lo scandalo dello speking out e a causa di ciò, Joey Ryan, Dave Crist e Micheal Elgin vengono rilasciati, mentre a cause di divergenze contrattuaili, viene licenziata Tessa Blanchard. Durante la road to Slammiversary vengono mandati in onda dei promo che preannunciano dei nuovi arrivi nella federazione, che si rivelano essere i Good Brothers, Heath, Bryan Myers, Ethan Carter III anche se quest'ultimo lascerà subito dopo per accasarsi in Ring of Honor ma soprattutto il ritorno a Impact di Eric Young dopo quattro anni.

### Accordi con AEW e NJPW (2021–presente)
Nel dicembre del 2020 viene annunciata una storica partnership con la AEW e Kenny Omega ha preso parte a Hard To Kill, primo ppv di Impact del 2021. Nello speciale No Surrender (TNA) viene annunciato che i FinJuice approderanno ad Impact, sancendo dunque una nuova partnership con la New Japan Pro-Wrestling, dopo una prima collaborazione tra il 2007 e il 2009.A Rebellion Kenny Omega batte Rich Swann, diventando per la prima volta in carriera Impact World Champion, difendendo poi il titolo ad Against All Odds contro Moose e a Slammiversary contro Sami Callihan; Inoltre, dopo il main fa il suo debutto Jay White, leader del Bullet CLub, sancendo di fatto la prima apparizione della storica stable in un'arena di Impact.

### Ritorno al nome TNA (2024-presente)
A partire dal 13 gennaio 2024 con il PPV Hard To Kill ritorna ufficialmente il nome Total Nonstop Action Wrestling e viene annunciato il rinnovo della partnership con la Lucha Libre AAA Worldwide.

## Programmazione

### Precedente
Prima di trovare uno spazio fisso nel panorama televisivo statunitense, la TNA ha fatto ricorso a una tecnica non convenzionale per promuovere i propri spettacoli e dal mese di giugno 2002 a quello di settembre 2004 la federazione ha infatti trasmesso spettacoli settimanali della durata di due ore ciascuno solo ed esclusivamente in pay-per-view. I prezzi erano notevolmente più bassi rispetto all'acquisto di un PPV mensile della WWE, ma il numero di spettatori fu comunque molto basso e quando nel novembre 2004 la TNA decise di mandare in onda il primo spettacolo di tre ore in pay-per-view a cadenza mensile (Victory Road), il risultato in termini di numero di acquisti fu tutt'altro che entusiasmante. Tuttavia con questo sistema la TNA riuscì a tenere bassi i costi di produzione di ogni spettacolo e non incappò nel classico errore delle piccole federazioni che invece già nel passato avevano cercato di fare il salto di qualità per trovarsi dopo costrette a chiudere entro pochi mesi a causa di una situazione finanziaria estremamente deficitaria.
Xplosion è la seconda trasmissione per ordine di importanza e consta del recap dei fatti accaduti a Impact! con l'aggiunta di match esclusivi. Xplosion era prodotto solo per il mercato internazionale, visto che in America non aveva nessuna copertura televisiva. Kevin Sullivan, responsabile delle trasmissioni televisive TNA, in un'intervista dichiarò che era pronto un nuovo show, TNA Epics. Questo, della durata di un'ora e a cadenza settimanale, era un programma totalmente dedicato ai match, alle rivalità e agli avvenimenti più importanti della storia della federazione, dalla sua nascita nel 2002 fino ai giorni nostri. Il tutto verrà presentato con materiale esclusivo e commenti attuali da parte dei lottatori protagonisti. L'ultima puntata di TNA Epics è stata trasmessa il 15 aprile 2010.

### Attuale
La trasmissione di punta della federazione, Impact, ha debuttato a fine 2005 sulla rete televisiva americana Spike TV ed era trasmessa il giovedì sera negli Stati Uniti. Dall'8 marzo 2010 è andata in onda tutti i lunedì in contemporanea con WWE Raw come aveva fatto in passato la WCW. 

Questa nuova guerra degli ascolti è terminata il 13 maggio 2010 quando l'allora TNA è tornata ad andare in onda di giovedì. Nel 2013 ha accorciato i PPV live da 12 a 4 per adottare il sistema dei PPV denominati "One Night Only" e consistenti in programmi tematici registrati. Il 14 marzo 2013 Impact, per la prima volta, andò on the road in giro per l'America e la puntata si tenne al Sears Centre di Chicago. Alcuni Ex-PPV, quali Destination X, Hardcore Justice e No Surrender, sono stati replicati come puntate speciali di Impact Wrestling. A oggi Impact è un prodotto semi-itinerante, difatti gli spettacoli si svolgono in principio in vari soundstage e raramente le puntate sono registrate in palazzetti.
La puntata di iMPACT! del 23 ottobre, andata in onda in diretta da Las Vegas, fu la prima ad andare in onda in alta definizione. Against All Odds 2009 è stato il primo pay-per-view in alta definizione della federazione e lo spettacolo è avvenuto l'8 febbraio 2009, nella Impact Zone a Orlando.
Dopo gli anni 2013-2015 che portarono la TNA on the road, la compagnia decise di tornare stabilmente presso gli Impact Zone, anche per abbassare gli enormi costi dei tour e delle live; Durante il 2016 e il 2017 sono state rare le uscite fuori dagli studios.
Successivamente Anthem decise, durante la metà del 2018, di abbandonare definitivamente gli studios, anche per il fatto che ormai i fan presenti all'arena erano prettamente turisti che poco avevano a che fare con il wrestling, con la conseguenza di show molto silenziosi e di introiti molto a bassi poiché non erano paganti; si decise di tornare on the road, ma puntando sui tapings nelle venues (sale conferenze, arene di taglio piccolo), lasciando le dirette ai PPV e agli eventi speciali.
Tra il marzo 2020 e ottobre 2021 a causa del COVID-19, Impact si è stabilita presso gli Skyway Studios, per poi tornare in tour a partire dal 2021.

### Italia
La prima vera e propria possibilità per trovare facilmente la NWA-TNA in Italia fu all'incirca sul finire del 2004, quando Dubai Sport (canale satellitare che trasmetteva sullo stesso satellite Hotbird 13° est, utilizzato per la maggior parte dei canali satellitari italiani), mandava in onda i PPV settimanali della NWA-TNA in ritardo di due anni e mezzo dalla prima messa in onda negli USA.
Alcuni episodi di iMPACT! del 2005 furono mandati in onda dalla trasmissione di pro wrestling Nu Wrestling TV sul canale satellitare Play Tv Italia, condotta da Fabrizio Vaccaro e Roberto Indiano. Le puntate furono direttamente acquistate in quel di Orlando dal duo di commentatori, che si erano recati per seguire le registrazioni. Negli anni 2005 e 2006 era possibile seguire le puntate di iMPACT! (con un ritardo di sei mesi) su Eurosport, con il commento di Paolo Lanati; in un primo momento venivano mandati in onda solamente i match, mentre i promo dei lottatori e i segmenti nel backstage venivano tagliati (per esaltare di più la disciplina strettamente dal punto di vista sportivo).
Con il seguire dei mesi Eurosport acquisì i pay-per-view mandandoli in onda integralmente con un ritardo temporale di tre mesi, sempre mantenendo Paolo Lanati nel ruolo di commentatore unico.
Dal 2006 fino al 2009 lo show è trasmesso su GXT, inizialmente con un ritardo cospicuo poi ridottosi di qualche settimana rispetto agli Stati Uniti. Lo show non viene più trasmesso a causa del mancato rinnovo del contratto. GXT aveva un'ampia programmazione comprensiva di episodi degli anni precedenti e in diverse domeniche proponeva PPV passati partendo dal primo, Victory Road 2004. Per un certo periodo la TNA è sbarcata anche in chiaro, anche sulle tv regionali italiane (come ad esempio 7 Gold), grazie al circuito televisivo Deka (ovvero alcuni programmi di GXT rivenduti in vari orari della giornata alle tv regionali).
Nella seconda metà del 2011, in Italia, è stato possibile vedere la TNA del periodo 2007-2009 in TV sul canale tematico CanalOne.
Tra il 2012 e il 2013, sul canale di Sky Extreme Sports Channel, è andata in onda la trasmissione "TNA Greatest Matches", una raccolta dei match più belli in TNA con il commento inglese e i sottotitoli in italiano.
Dal 2014 al luglio 2015 la TNA è stata trasmessa tutti i giovedì alle 21:05 su Nuvolari con il commento di Alessio Di Nicolantonio e Daniele De Micco. Nonostante il rinnovo del contratto nel mese di giugno, la trasmissione delle puntate di Impact è stata interrotta in seguito a un cambiamento di direzione da parte di Nuvolari. Anche i pay-per-view mensili della TNA sono stati trasmessi regolarmente sul medesimo canale televisivo.
Dal gennaio 2017 a luglio 2017 Impact è andato in onda su Fight Network Italia al canale 804 di Sky mentre da febbraio 2017 a aprile 2017 andava in replica su Nuvola61 canale 61 del digitale terrestre con il commento di Alessio Di Nicolantonio e Daniele De Micco.
Dal 1º dicembre 2017 Impact Wrestling torna in Italia sul canale ufficiale della compagnia Fight Network Italia, canale 62 del digital terrestre, dal 29 dicembre trasmette gli show della compagnia con un ritardo di 2 settimane. Dal gennaio 2019 il ritardo con la trasmissione negli USA viene ridotto a una sola settimana.
Dal 1º febbraio 2019 Impact va in onda sul canale Twitch della compagnia e gratuitamente sul network Impact Plus. 
Da novembre 2022, Impact e i PPV annessi vanno in onda sulla piattaforma DAZN.

## Caratteristiche

### Ring e arene

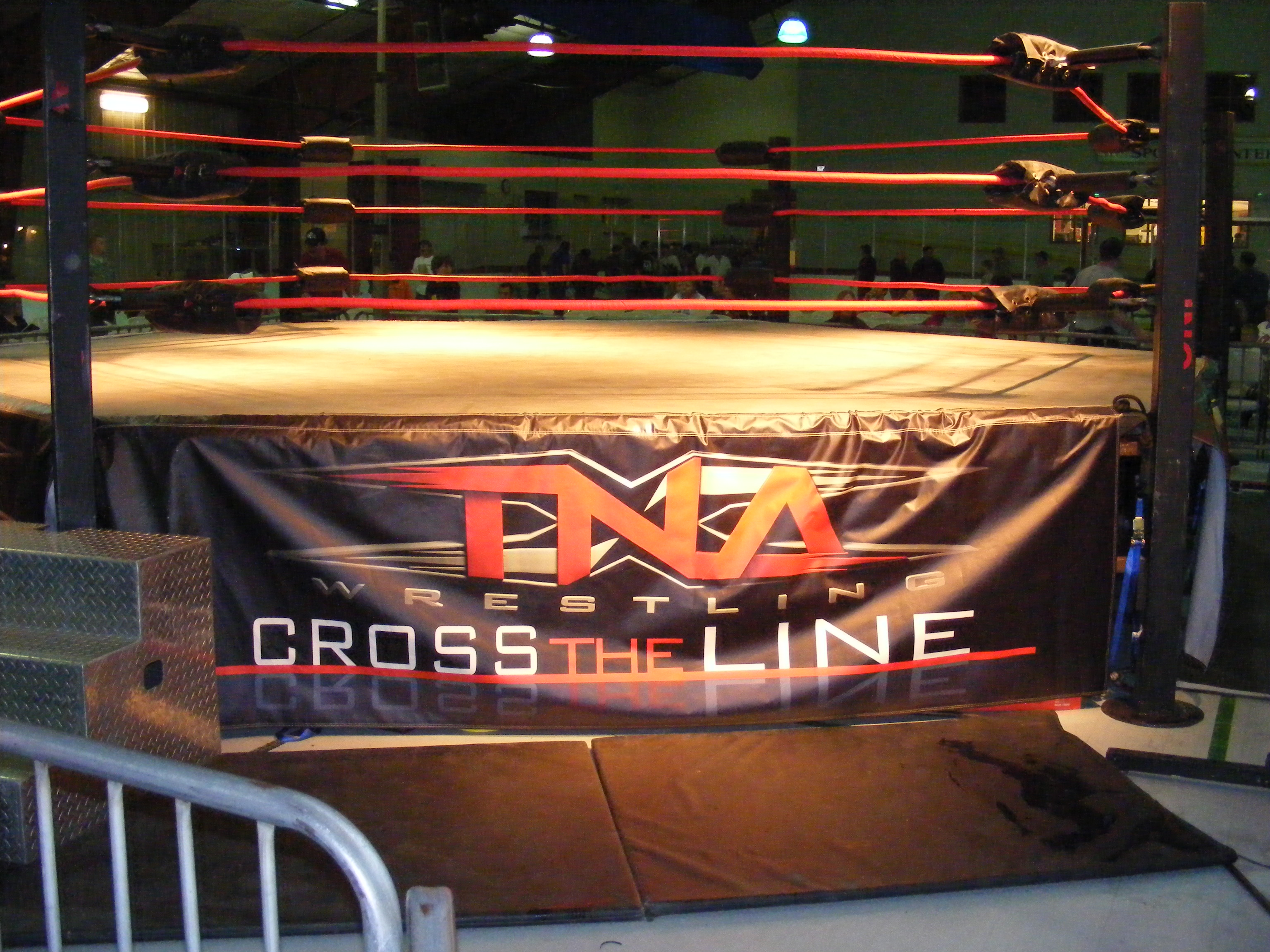
Il caratteristico ring a sei lati della TNA

La caratteristica principale dell'allora TNA è stata quella di utilizzare un ring di forma esagonale, differentemente da quanto accade in qualunque altra federazione di wrestling. Il ring in questione è stato introdotto con la primissima puntata di iMPACT!, trasmessa il 4 giugno 2004 sulla tv americana Fox Sports Net, mentre prima di questa data veniva usato il classico ring a quattro lati, che è stato riadottato dal pay-per-view Genesis del 17 gennaio 2010. Il ring a sei lati fu riadottato per una notte a Destination-X 2011. Nel luglio del 2014 venne riadottato permanentemente.
La maggioranza degli spettacoli dell'allora TNA si svolsero presso la Impact Zone negli Universal Studios di Orlando, mentre agli inizi venivano svolti alla Martin Van Buren Arena a Huntsville, Alabama, e successivamente alla Tennessee State Fairgrounds Arena a Nashville, nel Tennessee. Da marzo a novembre 2013 la compagnia fu totalmente itinerante. La TNA ritornò agli Universal Studios il 21 novembre 2013, nel Soundstage 19, utilizzato dal 2004 al 2008 prima delle trasmissioni in HD. Da allora in poi poche volte si è spostata da Orlando.

### X Division
Sin dalle origini l'allora TNA ha puntato molto sul tipico stile di lotta di molti wrestlers dei pesi leggeri chiamando la loro categoria X Division . La velocità, la pericolosità di manovra, la regola di non avere limiti di peso han sempre permesso match dinamici e anche molto diversi tra loro con vari scontri tra wrestlers di categorie di peso contrastanti.I pesi massimi partecipanti nella categoria hanno sempre accentuato uno stile di lotta fuori dall'ordinario dei tipici canoni di peso, talvolta modificando anche le loro tipiche stesse caratteristiche. Samoa Joe, Shawn Hernandez, Abyss, Kurt Angle ne furono alcuni esempi passati, Brian Cage, Hijo del Fantasma esempi attuali.
I nomi più importanti tra coloro che han costruito e caratterizzato la categoria AJ Styles, Low Ki, Jerry Lynn, Chris Sabin, Christopher Daniels, Petey Williams. Altri nomi importanti che han transitato o che attualmente partecipano e/o han vinto alcuni riconoscimenti nella X Division Austin Aries, Kazarian, Rob Van Dam, Dezmond Xavier, Taiji Ishimori, Doug Williams, Sunjay Dutt. L'azione sul ring e di conseguenza la popolarità di questa categoria arrivò a livelli altissimi tant'è che nel 2005 il main event di un PPV - esattamente Unbreakable 2005 - fu un triple threat match tra AJ Styles Christopher Daniels e Samoa Joe ed è ritenuto uno dei match migliori di sempre nella storia del pro wrestling e il match meglio valutato nella storia della compagnia da parte dei critici di categoria.

### Tempo limite
Altra caratteristica su Fox Sports Net era che ogni match normale aveva la durata massima di 10 minuti, con un countdown sullo schermo TV, mentre se il match era titolato la durata massima era 30 minuti. Se un match non terminava entro i 10 o 30 minuti di tempo, la TNA delegava per ogni puntata un membro diverso della NWA, che decideva il verdetto del match giudicando sul merito del lottatore. Ovviamente questa regola del time limit era presente sono negli show settimanali, mentre in pay-per-view non vi era nessun limite di tempo. Quando la TNA sbarcò su Spike TV la regola del time-limit fu eliminata e quindi da allora ogni match non ha più nessun limite di tempo. L'organizzazione ha inoltre legittimato il passaggio di titolo dal campione allo sfidante anche nel caso in cui quest'ultimo vinca il match per squalifica.

### Wellness Program
L'allora TNA, dal mese di ottobre 2008, ha predisposto il proprio Wellness Program, simile a quello della WWE, ovvero dei test antidoping nei confronti dei propri dipendenti. I test vengono effettuati su tutti gli atleti, senza essere preventivamente comunicati, e se qualche lottatore viene trovato positivo sarà sospeso per 30 giorni con tanto di stipendio trattenuto in quel periodo di inattività. Le pene saranno più aspre dal secondo caso di positività in poi.

## Titoli
| Titolo                                    | Campione/i                            | Data           | Evento           | Fonte  |
| ----------------------------------------- | ------------------------------------- | -------------- | ---------------- | ------ |
| TNA World Championship                    | Trick Williams                        | 25 maggio 2025 | WWE Battleground | [ 32 ] |
| TNA Knockouts World Championship          | Jacy Jayne                            | 20 luglio 2025 | Slammiversary    | [ 32 ] |
| TNA X Division Championship               | Leon Slater                           | 20 luglio 2025 | Slammiversary    | [ 32 ] |
| TNA International Championship            | Steve Maclin                          | 17 aprile 2025 | Unbreakable      | [ 32 ] |
| TNA World Tag Team Championship           | The Hardys                            | 20 luglio 2025 | Slammiversary    | [ 32 ] |
| TNA Knockouts World Tag Team Championship | Ash By Elegance e Heather By Elegance | 14 marzo 2025  | Sacrifice        | [ 32 ] |

### Titoli non più in uso
- TNA King of the Mountain Championship (2008-2017)
- Impact Grand Championship (2016-2018)
- TNA Digital Media Championship (2022-2025)

## Hall of Fame
La creazione della TNA Hall of Fame è stata annunciata il 31 marzo 2012.

### Fonti
1. 1 2 3 4 5 6  (EN) Total Nonstop Action, su onlineworldofwrestling.com. URL consultato l'8 giugno 2017.
2. 1 2 3 4 5  (EN) Global Force Wrestling, su cagematch.net. URL consultato l'8 giugno 2017.
3. ↑  (EN) Jeff Jarrett talks about TNA to GFW transition, su nodq.com. URL consultato l'8 luglio 2017 (archiviato dall'url originale l'8 luglio 2017).
4. ↑  (EN) IMPACT Bound for Glory Results: TNA Is Back, Shelley vs. Alexander, Ospreay vs. Speedball, su postwrestling.com, 21 ottobre 2023. URL consultato il 26 dicembre 2023.
5. ↑  (EN) Impact Wrestling, su cagematch.net. URL consultato l'8 giugno 2017.
6. ↑  (EN) From Rebel to wrestling, su media.www.thedmonline.com. URL consultato l'8 giugno 2017 (archiviato dall'url originale il 16 giugno 2007).
7. ↑   TNA Wrestling Moves To Monday Nights Starting March 8th 2010, su tnawrestling.com, 16 febbraio 2010. URL consultato il 26 febbraio 2010 (archiviato dall'url originale il 18 febbraio 2010).
8. ↑   James Caldwell, TNA News: TNA announces official training program with OVW, su pwtorch.com, 7 novembre 2011. URL consultato il 7 novembre 2011.
9. ↑   Mike Johnson, Shocking name gone from TNA, su pwinsider.com. URL consultato il 25 settembre 2014.
10. ↑   Bob Kapur, Jarrett's new promotion has a name: Global Force Wrestling [collegamento interrotto], su slam.canoe.ca. URL consultato il 25 settembre 2014.
11. ↑   Jason Namako, AJ Styles issued statement on departure from TNA, su wrestleview.com. URL consultato il 25 settembre 2014.
12. ↑   Sean Radican, Radican's Review series: RF Video's "Shoot Interview with A.J. Styles 2014" – learning from veterans, stories from inside the ropes, opening a door for others outside TNA, su pwtorch.com. URL consultato il 25 settembre 2014.
13. ↑   James Caldwell, WWE video: Sting talks in-depth on joining WWE, su pwtorch.com. URL consultato il 25 settembre 2014.
14. ↑   Mike Johnson, TNA signing, TNA departure and more, su pwinsider.com. URL consultato il 25 settembre 2014.
15. ↑   James Caldwell, TNA NEWS: Another departure, updated TNA roster break down, su pwtorch.com. URL consultato il 25 settembre 2014.
16. ↑   Jan Murphy, ROH, indies keeps Christopher Daniels young, su slam.canoe.ca. URL consultato il 25 settembre 2014 (archiviato dall'url originale il 25 settembre 2014).
17. ↑   Jason Namako, TNA moves a number of talents to Alumni section today, su wrestleview.com. URL consultato il 3 gennaio 2015 (archiviato dall'url originale il 3 gennaio 2015).
18. ↑   Samoa Joe announces on Twitter that he's leaving TNA, su f4wonline.com. URL consultato il 18 febbraio 2015.
19. ↑   Taz Opens Up on TNA Release, Rumors & Speculation Surrounding Josh Matthews, Nashville Taping, Late Payment & More, su wrestlezone.com. URL consultato il 21 giugno 2015.
20. ↑   NEW TNA SERIES BEGINS PRODUCTION, BULLY & HARDY UPDATES, LOTS OF TNA TV BEING TAPED IN PA AND MORE TNA NEWS – PWInsider.com, su pwinsider.com.
21. ↑   Pat McNeill, McNeill: Can I have your attention please? An important announcement from the Pro Wrestling Industry, su pwtorch.com. URL consultato il 20 novembre 2014.
22. ↑   TNA Wrestling announces final shows on Spike TV, tapings for Destination America, su sportingnews.com. URL consultato il 4 settembre 2016 (archiviato dall'url originale il 12 ottobre 2015).
23. ↑  (EN) Average TNA Impact Wrestling Ratings For September 2015, Update On The Pope's Non-Profit Charity, su wrestlinginc.com. URL consultato il 2 giugno 2016.
24. ↑  (EN) Destination America's Cancellation of TNA Impact Wrestling is a Big Loss for Pro Wrestling, su forbes.com. URL consultato il 2 giugno 2016.
25. ↑  (EN) More Details on POP TV Reportedly Leaving TNA Impact Wrestling Off Its 2016-2017 Upfronts Listing, su wrestlezone.com. URL consultato il 2 giugno 2016.
26. ↑   Dave Meltzer, Eric Young and Bobby Roode leave TNA Impact Wrestling, su f4wonline.com, 20 marzo 2016. URL consultato il 21 marzo 2016.
27. ↑   TNA announces the departure of another mainstay, su prowrestling.net, 22 aprile 2016. URL consultato il 24 aprile 2016.
28. ↑  (EN) Joseph Currier, Dixie Carter no longer TNA President, Billy Corgan takes over, su f4wonline.com, 12 agosto 2016. URL consultato il 12 agosto 2016.
29. ↑   Pritchard, Fight Network Parent Company Offering To Fund TNA & Repay Billy Corgan For Impact Wrestling Loans, in Wrestle Zone. URL consultato il 25 ottobre 2016.
30. ↑   Corey Jacobs, It's Official…The TNA Name Is Dead, Former WWE Star Makes His Impact Wrestling Debut, su wrestlingnews.co, 2 marzo 2017. URL consultato il 7 marzo 2017.
31. ↑  (EN) IMPACT Wrestling Announces Partnership with Mexico’s Lucha Libre AAA, 22 marzo 2017. URL consultato il 24 marzo 2017 (archiviato dall'url originale il 6 giugno 2017).
32. 1 2 3 4 5 6  (EN) TNA Roster, su tnawrestling.com. URL consultato il 24 gennaio 2024.